# Jeffrey Jey
Gianfranco Randone (født 5. januar 1970 i Lentini, Italien), bedre kendt som Jeffrey Jey, er en italiensk musiker, sanger og sangskriver, der er mest kendt som forsanger for gruppen Eiffel 65.

## Diskografi

### Singler
- "Out Of Your Arms"[1] (2012)
- "The Color Inside Her"[2] (2013)
- "Adesso Per Sempre"[3] (2017)
- "Sabbia"[4] (2017)
- "Lega"[5] (2018)